# Ligidium elrodii
Ligidium elrodii is een pissebed uit de familie Ligiidae. De wetenschappelijke naam van de soort is voor het eerst geldig gepubliceerd in 1873 door Packard.